# 平賀広相
平賀 広相（ひらが ひろすけ）は、戦国時代の武将。安芸の国人・平賀氏当主で、頭崎城主。大内氏に従属していたが、後に毛利氏家臣となった。

## 出自
平賀氏は出羽国を出自とし、鎌倉時代に安芸国に移住して土着した一族とされている。戦国時代には他の安芸国の国人領主と同様、周防の大内氏の影響下にあった。しかし、出雲の尼子氏が台頭し、尼子晴久が安芸に侵攻した際には、父の興貞が尼子氏に通じて、大内氏側に留まった隠居の祖父・平賀弘保、隆宗・広相兄弟らと興貞は敵味方に分かれて戦っている。

## 生涯
大永8年（1528年）、安芸の国人である平賀興貞の子として生まれる。
天文9年（1540年）、吉田郡山城の戦いで尼子詮久（後の尼子晴久）が敗れた後、尼子方に属していた父・興貞が隠居し、兄・隆宗が家督を継いだ。
天文18年（1549年）7月3日、神辺合戦に大内方として出陣した兄・隆宗が備後神辺城を包囲する陣中で病死すると、祖父の平賀弘保は隆宗の弟である広相に家督を相続させようとしたが、かつて平賀氏が尼子氏に従っていたことで大内義隆の不興を買っていたためか、義隆は広相の家督を相続を認めず、義隆の寵臣で小早川氏出身の平賀隆保を興貞の養子として家督を相続させた。これにより広相ら平賀一族は忍従を強いられるが、転機は3年後に訪れる。
天文20年（1551年）9月1日、大寧寺の変により大内義隆が自刃した。大内義隆の死が安芸国にも伝わると、直ちに毛利元就・隆元父子は平賀隆保を攻撃し、9月4日に平賀氏の居城である頭崎城を攻め落として平賀隆保を放逐し、広相に平賀氏の家督を相続させた。平賀隆保は菅田宣真・宣種父子の槌山城へ逃れたが、9月11日に毛利軍の攻撃を受けて菅田宣真は降伏し、平賀隆保は自害した。広相は祖父・弘保らと共に起請文を毛利元就・隆元父子に送り、毛利氏の支援により平賀氏の家督を相続できたことに深く感謝している。
天文22年（1553年）2月10日に起請文を提出して毛利氏に服属し、同日に毛利隆元、小早川隆景、平賀広相の三人で同盟を結んだ。
同年4月3日に山内隆通の誘いを受けた備後旗返城主・江田隆連が尼子氏に寝返ると、備後守護となっていた尼子晴久は同月に月山富田城を進発して出雲国仁多郡横田に軍を進めた。毛利元就は大内義長と陶晴賢に尼子晴久の出陣を急報し、毛利隆元、吉川元春、小早川隆景をはじめとして、広相、湯浅元宗、和智誠春ら安芸・備後の諸将を率いて4月5日に備後国世羅郡山中に着陣し、翌4月6日に三谿郡吉舎に陣を進め、4月12日には旗返城の支城である江田寄国城を攻め落とした。4月16日に広相からそれまでの軍事行動について注進を受けた大内義長は、5月3日に陶晴賢を通じて広相に書状を送り、毛利元就と相談して馳走を遂げることを求めている。
同年7月23日には旗返城の支城で祝甲斐守・治部大輔父子が守る高杉城を攻め落としており、この時の戦いで平賀氏家臣の桂保和が戦功を挙げている。さらに、同年10月19日には江田隆連が旗返城を脱出して城は陥落した。以上の一連の戦いで広相は毛利元就に従って戦功を挙げ、大内義長は同年12月16日に安富美作守を通じて広相の戦功を賞賛している。
天文23年（1554年）、大内義長と陶晴賢に反抗した吉見正頼を討つために吉見氏の本拠地である石見国の津和野に軍勢を派遣した大内義長は、同年1月23日に広相にも吉見氏攻めへの参陣を命じている。
また、毛利元就が吉見氏攻めに動こうとしないことに疑念を抱いた陶晴賢は、同年3月に平賀弘保と広相のもとに密かに使僧を送り、平賀氏と毛利氏の離間を図って掣肘しようと試みた。しかし、平賀弘保は陶晴賢が派遣した使僧を捕縛して毛利氏のもとへ送り、陶晴賢の策謀を元就に注進した。毛利元就・隆元父子は3月6日に桂元親を使者として広相に書状を送り、感謝の意を伝えている。
大内氏から離反する意思を固めた毛利元就・隆元父子が5月11日に広相や天野隆綱らに書状を送って大内氏から離反する意思を伝えると、広相は大内氏からの離反に同意し、5月12日に大内氏を離反した（防芸引分）。同年6月21日には毛利元就・隆元父子から安芸国東西条の内の寺町の内の助実方、次郎丸方、郡戸50貫分の地を与えられる。
永禄3年（1560年）、室町幕府第13代将軍・足利義輝への返礼として太刀一腰と銅銭1000疋を贈り、同年2月15日に足利義輝は幕臣の上野信孝を通じて御内書で感謝の意を広相に伝えている。また、足利義輝から蔵人大夫の官途を授与された返礼として太刀一腰と銅銭1000疋を贈り、同年8月8日に足利義輝は幕臣の上野信孝を通じて御内書で感謝の意を広相に伝えている。
永禄9年（1566年）5月24日の尼子氏との合戦で挙げた武功を小早川隆景に注進し、隆景は翌5月25日に書状を送って広相の戦功を賞し、毛利輝元からも褒美が与えられるであろうことを伝えている。
同年11月19日、毛利元就と輝元から周防国熊毛郡室積庄の365石の地と玖珂郡余田保の130石の地を与えられた。また、同年に元就が病に伏せると、吉川元春と小早川隆景の両名と毛利氏への忠誠を誓う起請文を再び交わすなど、毛利氏の麾下にあれど未だ自立的な性格を維持していた。
永禄10年（1567年）3月17日に死去。享年40。嫡男の元相が家督を継いだ。